# یواس‌اس اسکورپیون (۱۸۴۷)
یواس‌اس اسکورپیون (۱۸۴۷) (به انگلیسی: USS Scorpion (1847)) یک کشتی بود که طول آن ۱۶۰ فوت ۹ اینچ (۴۹٫۰۰ متر) بود. این کشتی در سال ۱۸۴۷ ساخته شد.